# Río Sauce Chico
Río Sauce Chico är ett vattendrag i Argentina.   Det ligger i provinsen Buenos Aires, i den centrala delen av landet, 600 km sydväst om huvudstaden Buenos Aires.
Trakten runt Río Sauce Chico är ofruktbar med lite eller ingen växtlighet.